# Adrianópolis (Epiro)
Adrianópolis de Epiro (griego antiguo: Ἁδριανούπολις) era una antigua ciudad en Epiro, probablemente fundada por los caones. En el siglo III a. C. las ciudades epirotas se unieron en una liga (koinon) liderada por los molosos y las dos principales ciudades de la región: Fénice y Antigonea. El relativo período de paz interna propulsó las conexiones en todo el Epiro con caminos que iban de norte a sur y de este a oeste, con el fin de comunicar algo más a las tribus que durante siglos habían vivido aisladas unas de otras. De un pasaje de Polibio (V, 8), parece que, hacia finales del siglo III, cerca del valle del Drino había varios pequeños asentamientos, entre los que probablemente se encontraba Adrianópolis (fundación favorecida por la estabilidad de la región).
Los romanos aparecen en la zona por la guerra entre Tito Quincio Flaminino y Filipo V de Macedonia, en la que las fuentes (Polibio, V, 18-20) relatan que un paso crucial para el ejército romano fue precisamente el valle del Drino (alrededor de 198 a 172 a. C.). Después del corto período paz y riqueza que siguió a la Segunda Guerra de Macedonia, a principios del siglo II a. C., los epirotas atacaron una de las ciudades de los caones, quienes pidieron la intervención de los romanos. Estos acamparon en la llanura llamada Meleona (quizás cerca de Adrianópolis).
Adrianópolis, situada cerca del Adriático, desempeñó sin duda un papel en el comercio marítimo y quizás aún más importante en el comercio terrestre, dado que la ciudad se presentaba como el principal destino de los viajeros que desde el norte (en particular desde Butrinto) vendían sus productos en la Grecia central.
Procopio de Cesarea cuenta que la ciudad, probablemente en el período antiguo tardío, se llamó "Justinianópolis" (en honor al emperador Justiniano).

## Excavaciones arqueológicas
Las excavaciones comenzaron en 2005 bajo la iniciativa de la Universidad de Macerata y de la Universidad de Tirana. Durante las distintas fases de excavación, además del teatro preexistente, se encontraron las termas (baños), las calles (que se cruzan en ángulo recto) y la necrópolis extraurbana: todos los edificios datan aproximadamente del siglo III-IV a. C. A partir de los descubrimientos también fue posible trazar un mapa de la ciudad que se extiende sobre una superficie casi cuadrada de aproximadamente 300-350 m (este-oeste) por casi 400 m de norte-sur.